# Thairé
Thairé település Franciaországban, Charente-Maritime megyében. Lakosainak száma 1874 fő (2022. január 1.). Thairé Ballon, Croix-Chapeau, Saint-Vivien, Salles-sur-Mer, Le Thou és Yves községekkel határos.

## Népesség
A település népessége az elmúlt években az alábbi módon változott:
| Lakosok száma | 774  | 886  | 951  | 1383 | 1580 | 1650 | 1691 | 1723 | 1778 | 1874 |
|               | 1968 | 1982 | 1990 | 2006 | 2013 | 2015 | 2017 | 2019 | 2020 | 2022 |